# The Sweetest Taboo
"The Sweetest Taboo" is een nummer van de Britse band Sade. Het nummer verscheen op hun album Promise uit 1985. Op 30 september van dat jaar werd het nummer uitgebracht als de eerste single van het album.

## Achtergrond
"The Sweetest Taboo" is geschreven door zangeres Sade Adu en sessiedrummer Martin Ditcham en geproduceerd door Robin Millar. Het is geschreven over een verboden liefde. Het nummer werd een wereldwijde hit: in het Verenigd Koninkrijk kwam het tot plaats 31 in de hitlijsten, terwijl het in de Amerikaanse Billboard Hot 100 significant beter deed met een vijfde plaats als hoogste notering. Ook in onder meer Canada, Finland, Ierland, Nieuw-Zeeland en Zwitserland kwam het in de top 20 terecht. In Nederland kwam de single tot respectievelijk de veertiende en twaalfde plaats in de Top 40 en de Nationale Hitparade, terwijl in de voorloper van de Vlaamse Ultratop 50 de tiende plaats werd gehaald.

## Hitnoteringen

### Nederlandse Top 40
| Hitnotering: 19-10-1985 t/m 14-12-1985 | Hitnotering: 19-10-1985 t/m 14-12-1985 | Hitnotering: 19-10-1985 t/m 14-12-1985 | Hitnotering: 19-10-1985 t/m 14-12-1985 | Hitnotering: 19-10-1985 t/m 14-12-1985 | Hitnotering: 19-10-1985 t/m 14-12-1985 | Hitnotering: 19-10-1985 t/m 14-12-1985 | Hitnotering: 19-10-1985 t/m 14-12-1985 | Hitnotering: 19-10-1985 t/m 14-12-1985 | Hitnotering: 19-10-1985 t/m 14-12-1985 | Hitnotering: 19-10-1985 t/m 14-12-1985 |
| Week                                   | 1                                      | 2                                      | 3                                      | 4                                      | 5                                      | 6                                      | 7                                      | 8                                      | 9                                      |                                        |
| -------------------------------------- | -------------------------------------- | -------------------------------------- | -------------------------------------- | -------------------------------------- | -------------------------------------- | -------------------------------------- | -------------------------------------- | -------------------------------------- | -------------------------------------- | -------------------------------------- |
| Positie                                | 35                                     | 26                                     | 22                                     | 14                                     | 14                                     | 17                                     | 23                                     | 35                                     | 38                                     | uit                                    |

### Nationale Hitparade
| Hitnotering: 26-10-1985 t/m 21-12-1985 | Hitnotering: 26-10-1985 t/m 21-12-1985 | Hitnotering: 26-10-1985 t/m 21-12-1985 | Hitnotering: 26-10-1985 t/m 21-12-1985 | Hitnotering: 26-10-1985 t/m 21-12-1985 | Hitnotering: 26-10-1985 t/m 21-12-1985 | Hitnotering: 26-10-1985 t/m 21-12-1985 | Hitnotering: 26-10-1985 t/m 21-12-1985 | Hitnotering: 26-10-1985 t/m 21-12-1985 | Hitnotering: 26-10-1985 t/m 21-12-1985 | Hitnotering: 26-10-1985 t/m 21-12-1985 |
| Week                                   | 1                                      | 2                                      | 3                                      | 4                                      | 5                                      | 6                                      | 7                                      | 8                                      | 9                                      |                                        |
| -------------------------------------- | -------------------------------------- | -------------------------------------- | -------------------------------------- | -------------------------------------- | -------------------------------------- | -------------------------------------- | -------------------------------------- | -------------------------------------- | -------------------------------------- | -------------------------------------- |
| Positie                                | 18                                     | 13                                     | 12                                     | 16                                     | 19                                     | 25                                     | 28                                     | 38                                     | 33                                     | uit                                    |

### NPO Radio 2 Top 2000
| Nummer met noteringen in de NPO Radio 2 Top 2000 | '99  | '00 | '01  | '02-'03 | '04  | '05-'09 | '10  | '11  | '12-'13 | '14  | '15  | '16  | '17  |
| ------------------------------------------------ | ---- | --- | ---- | ------- | ---- | ------- | ---- | ---- | ------- | ---- | ---- | ---- | ---- |
| The Sweetest Taboo                               | 1224 | -   | 1572 | -       | 1764 | -       | 1879 | 1970 | -       | 1872 | 1974 | 1899 | 1800 |

1. ↑  Een '-' betekent dat het nummer niet was genoteerd en een vetgedrukt getal geeft de hoogste notering aan.
2. ↑  Deze tabel is bijgewerkt tot en met de laatste editie (2024).